# Oxypolis ternata
Oxypolis ternata är en växtart  i släktet Oxypolis och familjen flockblommiga växter. Den beskrevs av Thomas Nuttall, och fick sitt nu gällande namn av Amos Arthur Heller. Inga underarter finns listade i Catalogue of Life.

## Utbredning
O. ternata förekommer i Nordamerika, från sydöstra USA till östra Texas.